# هوارد كينسمان
هوارد كينسمان (بالإنجليزية: Howard Kinsman)‏ هو عداء سريع جنوب أفريقي، ولد في 9 أكتوبر 1900 في ليديسميث في جنوب أفريقيا، وتوفي في 10 يناير 1960.

## وصلات خارجية
- هوارد كينسمان على موقع أوليمبيديا (الإنجليزية)